# Calcio Lecco 2007-2008
Questa pagina raccoglie le informazioni riguardanti il Calcio Lecco nelle competizioni ufficiali della stagione 2007-2008.

## Stagione
Nella stagione 2007-2008, ultima della Serie C prima del cambio di denominazione, il neopromosso Lecco ha disputato il girone A de campionato di Serie C1. Con 32 punti in classifica si è piazzato al penultimo posto, ha disputato il Play-out con la Paganese perdendolo, ha vinto (1-0) in casa e perso (2-0) a Pagani, retrocedendo nel campionato appena ridenominato Lega Pro Seconda Divisione, ma poi in piena estate è stato ripescato in Prima Divisione. Il torneo è stato vinto con 63 punti dal Sassuolo che ha ottenuto la promozione diretta in Serie B con il Cittadella che ha vinto i Play-off. Il Lecco affidato ad Alessandro Musicco dopo una discreta partenza a fine ottobre, incappa in quattro sconfitte di fila, ai primi di dicembre si corre ai ripari, richiamando in panchina l'ex bluceleste Gianfranco Motta. In evidenza nel campionato dei lariani il veterano Gianluca Savoldi autore di 14 reti, una in Coppa Italia e 13 in campionato. Nella Coppa Italia di Serie C il Lecco ha disputato il girone B di qualificazione, che ha promosso la Pro Patria.

## Rosa
| N. |                   | Ruolo | Calciatore            |
| -- | ----------------- | ----- | --------------------- |
|    | Italia (bandiera) | P     | Luca Mazzoni          |
|    | Italia (bandiera) | P     | Marco Varaldi         |
|    | Italia (bandiera) | D     | Arnaldo Bonfanti      |
|    | Italia (bandiera) | D     | Cristian Campi        |
|    | Italia (bandiera) | D     | Sergio Carnesalini    |
|    | Italia (bandiera) | D     | Alessandro Cortinovis |
|    | Italia (bandiera) | D     | Andrea Galeotti       |
|    | Italia (bandiera) | D     | Andrea Merenda        |
|    | Italia (bandiera) | D     | Andrea Mussoni        |
|    | Italia (bandiera) | D     | Simone Narducci       |
|    | Italia (bandiera) | D     | Gabriele Ulivi        |
|    | Italia (bandiera) | D     | Marco Villagatti      |
|    | Italia (bandiera) | C     | Mattia Altobelli      |

| N. |                                 | Ruolo | Calciatore            |
| -- | ------------------------------- | ----- | --------------------- |
|    | Bosnia ed Erzegovina (bandiera) | C     | Sandro Bloudek        |
|    | Italia (bandiera)               | C     | Andrea Bernini        |
|    | Italia (bandiera)               | C     | Manuel Bonacina       |
|    | Italia (bandiera)               | C     | Gastone Bottini       |
|    | Italia (bandiera)               | C     | Elia Chianese         |
|    | Italia (bandiera)               | C     | Thomas Cortese        |
|    | Italia (bandiera)               | C     | Daniele Corti         |
|    | Italia (bandiera)               | C     | Luca Lomi             |
|    | Italia (bandiera)               | A     | Roberto Barbieri      |
|    | Italia (bandiera)               | A     | Josè Maria La Cagnina |
|    | Italia (bandiera)               | A     | Cristian Romanelli    |
|    | Italia (bandiera)               | A     | Gianluca Savoldi      |
|    | Italia (bandiera)               | A     | Massimiliano Vieri    |

## Risultati

### Campionato

#### Girone di andata
| Arbitro: | Colasanti (Grosseto) |

|                                                  |           |  |
| Bonura 16’ Girardi 61’ Turchi 83’ Giacomelli 90’ | Marcatori |  |

| Arbitro: | Tasso (La Spezia) |

|             |           |  |
| Savoldi 56’ | Marcatori |  |

| Arbitro: | Giancola (Vasto) |

|                              |           |                    |
| Tisci 52’ (rig.) Ignoffo 72’ | Marcatori | 17’ (rig.) Savoldi |

| Arbitro: | D'Alesio (Forlì) |

|                 |           |                      |
| E. Chianese 15’ | Marcatori | 56’ (rig.) Romondini |

| Arbitro: | Marrocco (Pisa) |

|                       |           |            |
| Savoldi 56’ Campi 73’ | Marcatori | 10’ Vicari |

| Arbitro: | Vuoto (Livorno) |

|            |           |                         |
| Rubino 31’ | Marcatori | 6’ Savoldi 76’ M. Vieri |

| Lecco 8 ottobre 2007 7ª giornata | Lecco                        | 0 – 0 | Pro Patria | Stadio Rigamonti-Ceppi\| Arbitro: \| Ferraioli (Nocera Inferiore) \| |
| Arbitro:                         | Ferraioli (Nocera Inferiore) |       |            |                                                                      |

| Arbitro: | La Rocca (Ercolano) |

|           |           |  |
| Muzzi 42’ | Marcatori |  |

| Arbitro: | Zanichelli (Genova) |

|  |           |         |
|  | Marcatori | 26’ Sau |

| Arbitro: | Paoloemilio (Lanciano) |

|                     |           |  |
| Mattioli 82’ (rig.) | Marcatori |  |

| Arbitro: | Andolfatto (Bassano del Grappa) |

|                       |           |                    |
| Bussi 47’ Lolli 90+2’ | Marcatori | 29’ (rig.) Savoldi |

| Lecco 5 novembre 2007 12ª giornata | Lecco                 | 0 – 0 | Cittadella | Stadio Rigamonti-Ceppi\| Arbitro: \| Tozzi (Lido di Ostia) \| |
| Arbitro:                           | Tozzi (Lido di Ostia) |       |            |                                                               |

| Arbitro: | Magno (Catania) |

|                       |           |  |
| Selva 7’ Piccioni 55’ | Marcatori |  |

| Lecco 18 novembre 2007 14ª giornata | Lecco              | 0 – 0 | Verona | Stadio Rigamonti-Ceppi\| Arbitro: \| Pecorelli (Arezzo) \| |
| Arbitro:                            | Pecorelli (Arezzo) |       |        |                                                            |

| Arbitro: | Baracani (Firenze) |

|                                          |           |  |
| Ercolano 51’ G. Grieco 63’ Tarantino 88’ | Marcatori |  |

| Arbitro: | Spadaccini (Vasto) |

|  |           |             |
|  | Marcatori | 40’ Musetti |

| Arbitro: | Passeri (Gubbio) |

|                           |           |  |
| Perticone 44’ Temelin 60’ | Marcatori |  |

#### Girone di ritorno
| Arbitro: | Fatta (Palermo) |

|                              |           |                            |
| Savoldi 2’, 66’ Barbieri 79’ | Marcatori | 8’ Segarelli 59’ Petterini |

| Arbitro: | Paparazzo (Catanzaro) |

|              |           |  |
| M. Perna 48’ | Marcatori |  |

| Arbitro: | Barbiero (Vicenza) |

|                                |           |          |
| Cortese 48’ Savoldi 89’ (rig.) | Marcatori | 9’ Tisci |

| Arbitro: | Giacomelli (Trieste) |

|                                                           |           |  |
| Poggi 34’ (rig.) Mattielig 43’ Veronese 45+1’ Gennari 73’ | Marcatori |  |

| Arbitro: | La Mura (Nocera Inferiore) |

|                         |           |              |
| Beretta 65’ Bettega 81’ | Marcatori | 16’ M. Vieri |

| Arbitro: | Passeri (Gubbio) |

|                             |           |                                       |
| M. Vieri 12’ Villagatti 36’ | Marcatori | 20’ Sinigaglia 26’ Rubino 83’ Coletto |

| Arbitro: | Marrocco (Pisa) |

|  |           |                          |
|  | Marcatori | 73’ M. Vieri 80’ Cortese |

| Arbitro: | Baratta (Salerno) |

|             |           |              |
| Bernini 48’ | Marcatori | 77’ O. Russo |

| Arbitro: | Liotta (Caltanissetta) |

|            |           |  |
| Genchi 74’ | Marcatori |  |

| Arbitro: | Ruini (Reggio Emilia) |

|                |           |  |
| La Cagnina 26’ | Marcatori |  |

| Arbitro: | Palazzino (Ciampino) |

|              |           |               |
| M. Vieri 13’ | Marcatori | 10’ Scandurra |

| Arbitro: | Vuoto (Livorno) |

|             |           |             |
| Coralli 26’ | Marcatori | 90+3’ Campi |

| Arbitro: | Stallone (Foggia) |

|  |           |              |
|  | Marcatori | 21’ Piccioni |

| Arbitro: | Giancola (Vasto) |

|                              |           |                    |
| Cissè 37’ (rig.) Corrent 72’ | Marcatori | 61’ (rig.) Savoldi |

| Arbitro: | Gambini (Roma) |

|                            |           |                                |
| Romanelli 39’ M. Vieri 61’ | Marcatori | 30’, 43’ Sorrentino 45’ Aquino |

| Arbitro: | Gallione (Alessandria) |

|            |           |                                  |
| Mendil 29’ | Marcatori | 61’ (rig.), 90+4’ (rig.) Savoldi |

| Arbitro: | Pecorelli (Arezzo) |

|                         |           |                          |
| Savoldi 14’ (rig.), 62’ | Marcatori | 40’ Temelin 66’ Graziani |

### Play-out
| Arbitro: | Peruzzo (Schio) |

|                |           |  |
| La Cagnina 89’ | Marcatori |  |

| Arbitro: | Calvarese (Teramo) |

|                                 |           |  |
| Cantoro 35’ Scarpa 90+1’ (rig.) | Marcatori |  |

### Coppa Italia di Serie C

#### Girone B
| Arbitro: | Gallione (Alessandria) |

|                   |           |  |
| Lepore 35’ (rig.) | Marcatori |  |

| Arbitro: | Barbeno (Brescia) |

|                              |           |  |
| Savoldi 66’ M. Altobelli 84’ | Marcatori |  |

| Arbitro: | Vanoli (Novara) |

|                              |           |              |
| Lanteri 24’ (rig.) Romeo 62’ | Marcatori | 83’ Barbieri |

| Arbitro: | Pizzi (Saronno) |

|  |           |                                             |
|  | Marcatori | 45’ Dalla Bona 53’ Cauteruccio 75’ Candrina |

| 13 settembre 2007 5ª giornata |  | – Turno di riposo Lecco |  |  |